# Майорка (Фигейра-да-Фош)
Майорка (порт. Maiorca) — район (фрегезия) в Португалии, входит в округ Коимбра. Является составной частью муниципалитета Фигейра-да-Фош. Находится в составе крупной городской агломерации Большая Коимбра. По старому административному делению входил в провинцию Бейра-Литорал. Входит в экономико-статистический субрегион Байшу-Мондегу, который входит в Центральный регион. Население составляет 2676 человек на 2011 год. Занимает площадь 26,99 км².
Покровителем района считается Иисус Христос (порт. Santíssimo Salvador).

## История

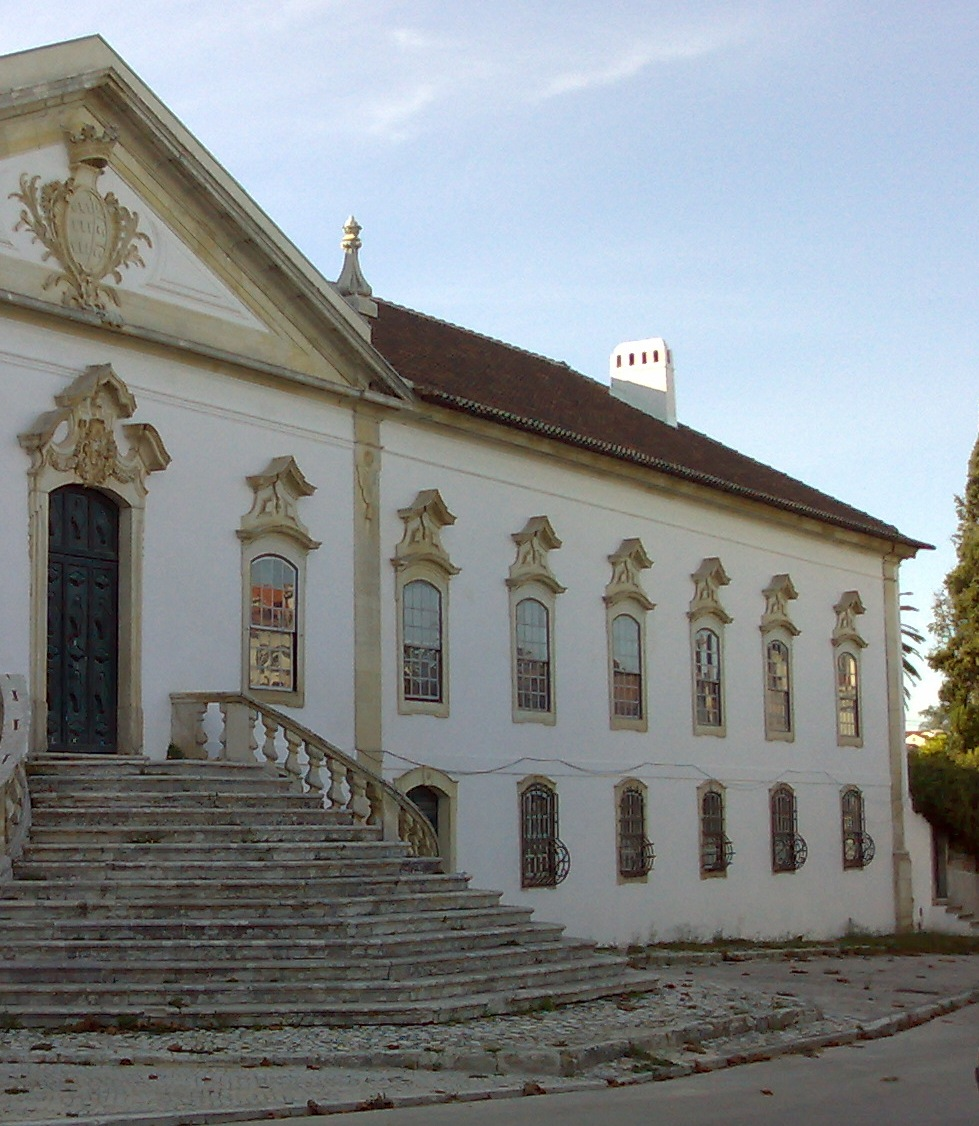

Район основан в 1194 году